# Blue chip

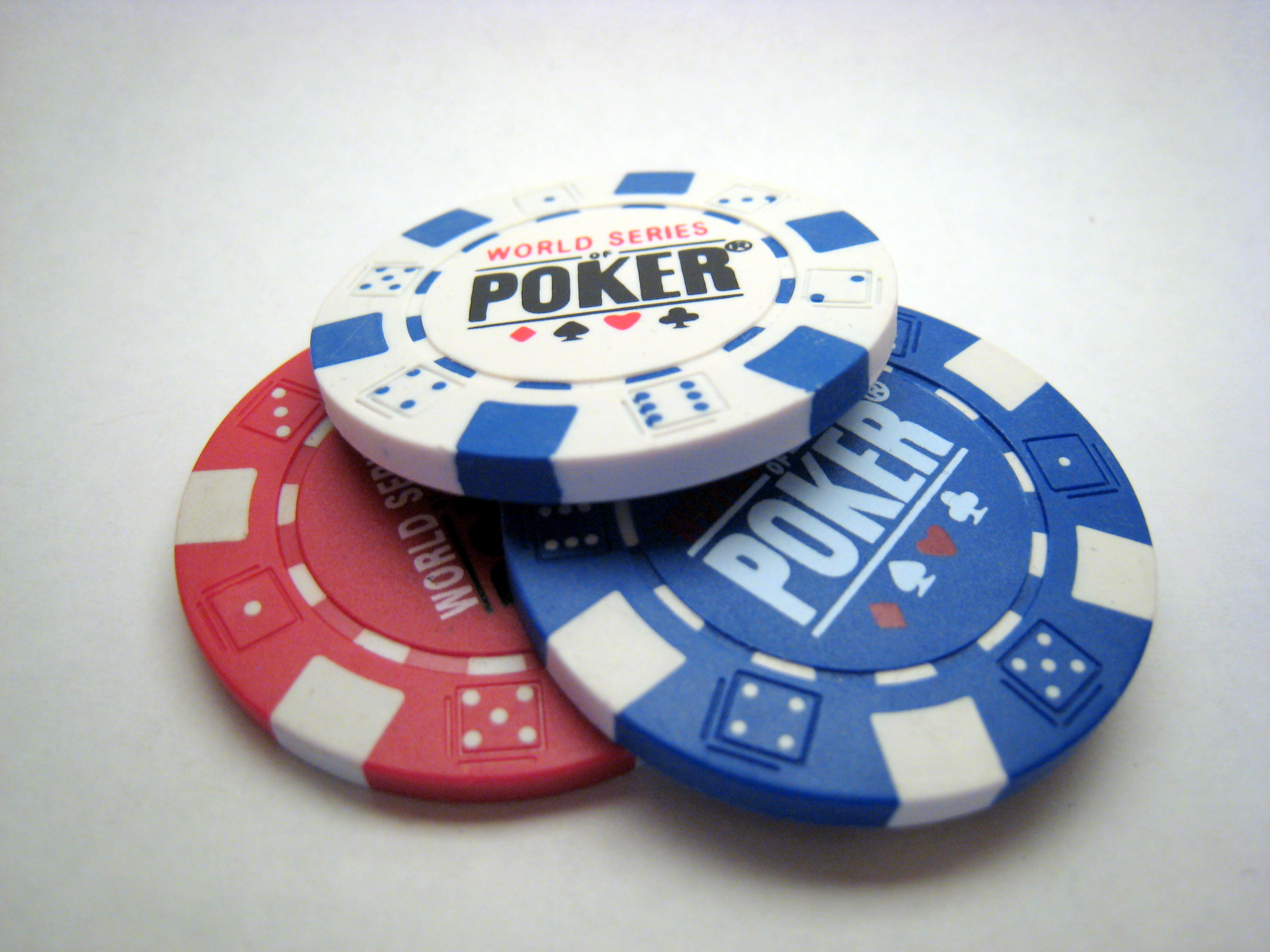
El nom de "Blue chips" fa referència a les fitxes blaves utilitzades al pòquer.

El terme blue chip en economia borsària s'utilitza per referir-se a empreses ben establertes, que tinguin ingressos estables, valors sense grans fluctuacions i que no necessitin grans ampliacions del seu passiu. En definitiva, el terme es fa servir per parlar d'empreses estables amb un alt nivell de liquiditat. El terme blue swiss fa referència a les empreses suïsses de capital més estables del mercat amb àmplia experiència als mercats financers internacionals.
Aquesta expressió deriva de les fitxes blaves dels casinos, que representen els valors màxims. La frase va ser encunyada per Oliver Gingold del Dow Jones i es creu que es va utilitzar per primera vegada entre el 1923 i el 1924.
La majoria de les blue chip estableixen de forma regular el pagament de dividends, tot i que l'empresa travessi una situació més desfavorable que de costum.